# Tetraedrita-(Cd)
La tetraedrita-(Cd) és un mineral de la classe dels sulfurs que pertany al subgrup de la tetraedrita.

## Característiques
La tetraedrita-(Cd) és un sulfur de fórmula química Cu₆(Cu₄Cd₂)Sb₄S₁₂S. Va ser aprovada com a espècie vàlida per l'Associació Mineralògica Internacional l'any 2023, i publicada en el mes de novembre del mateix any. Cristal·litza en el sistema isomètric.
Les mostres que van servir per a determinar l'espècie, el que es coneix com a material tipus, es troben conservades a les col·leccions del departament de mineralogia i petrologia del Museu Nacional de Praga, a la República Txeca, amb el número de catàleg: p1p 43/2022, i a les col·leccions del Museu d'Història Natural de la Universitat de Pisa (Itàlia), amb el número de catàleg: 20025.

## Formació i jaciments
Va ser descoberta al filó S1 del pou de Radětice, dins el districte de Příbram (Bohèmia Central, República Txeca). Es troba en forma de grans anèdrics metàl·lics de color negre, de fins a 200 µm de mida en ganga de quars-calcita i associats a galena, bournonita, esfalerita, pirita, geocronita, plata, stromeyerita, tetraedrita-(Zn), tetraedrita-(Fe), tetraedrita-(Cu) i a una fase semblant a tetraedrita rica en plom desconeguda. També hauria estat descrita a la mina Clara, a la localitat d'Oberwolfach (Baden-Württemberg, Alemanya). Aquests dos indrets són els únics de tot el planeta on ha estat descrita aquesta espècie mineral.